# Glebionidinae
 Glebionidinae  Oberprieler & Vogt, 2007 è una sottotribù di piante angiosperme dicotiledoni della famiglia delle Asteraceae (sottofamiglia Asteroideae e tribù Anthemideae/clade "Mediterranean clade").

## Etimologia
Il nome della sottotribù deriva dal genere Glebionis Cass., 1826, la cui etimologia deriva a sua volta da due parole latine: "gleba" (= suolo) e "-ionis" (= caratteristico di) la cui applicazione risulta incerta (forse derivata da qualche uso agricolo).

Il nome scientifico della sottotribù è stato definito per la prima volta dai botanici contemporanei Christoph Oberprieler (1964 - ) e Robert Vogt (1957 - ) nella pubblicazione "Willdenowia. Mitteilungen aus dem Botanischen Garten und Museum Berlin-Dahlem. Berlin-Dahlem - 37 (1):. 106 2007" del 2007.

## Descrizione

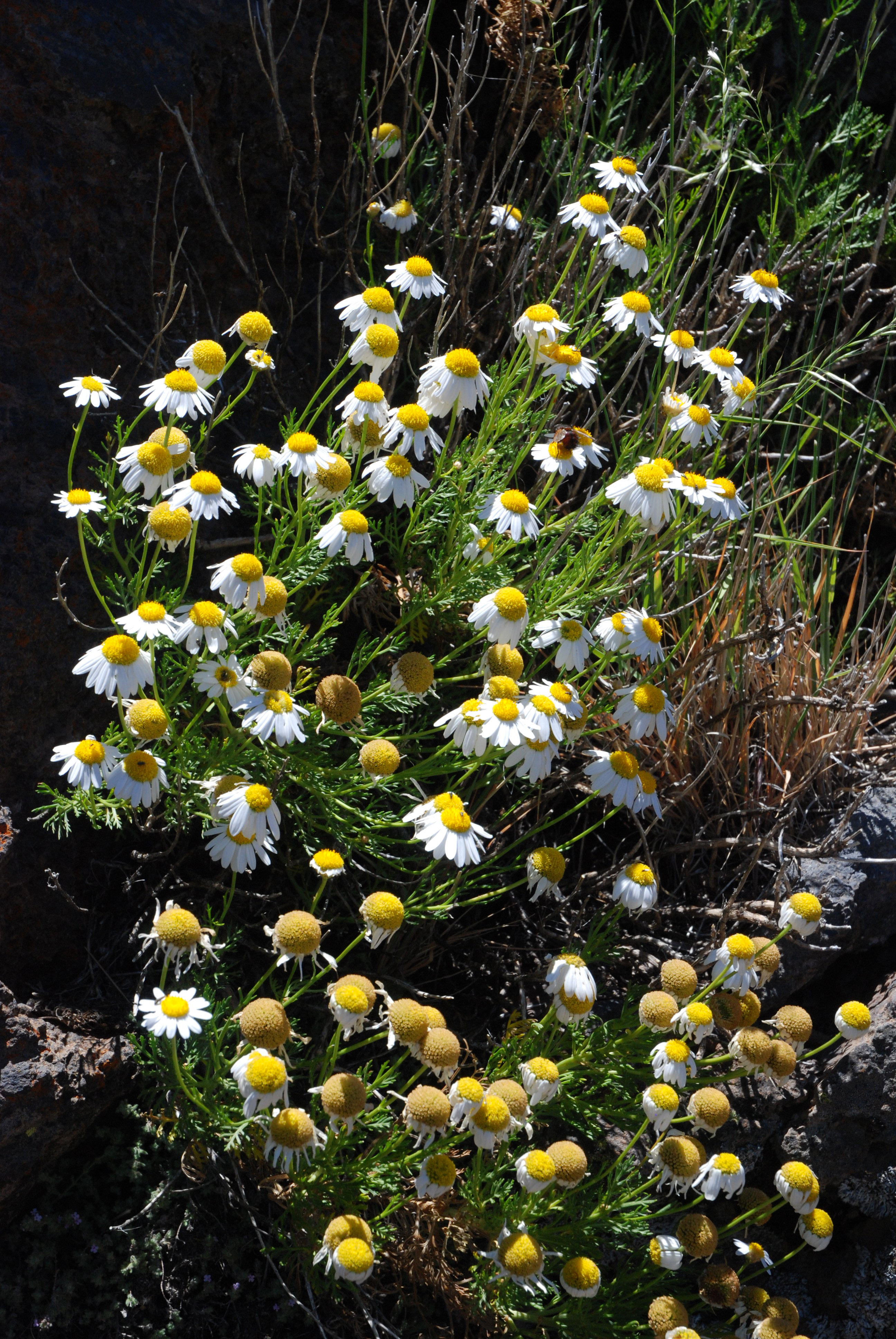
Il portamento
Argyranthemum_adauctum

Le foglie
Argyranthemum pinnatifidum

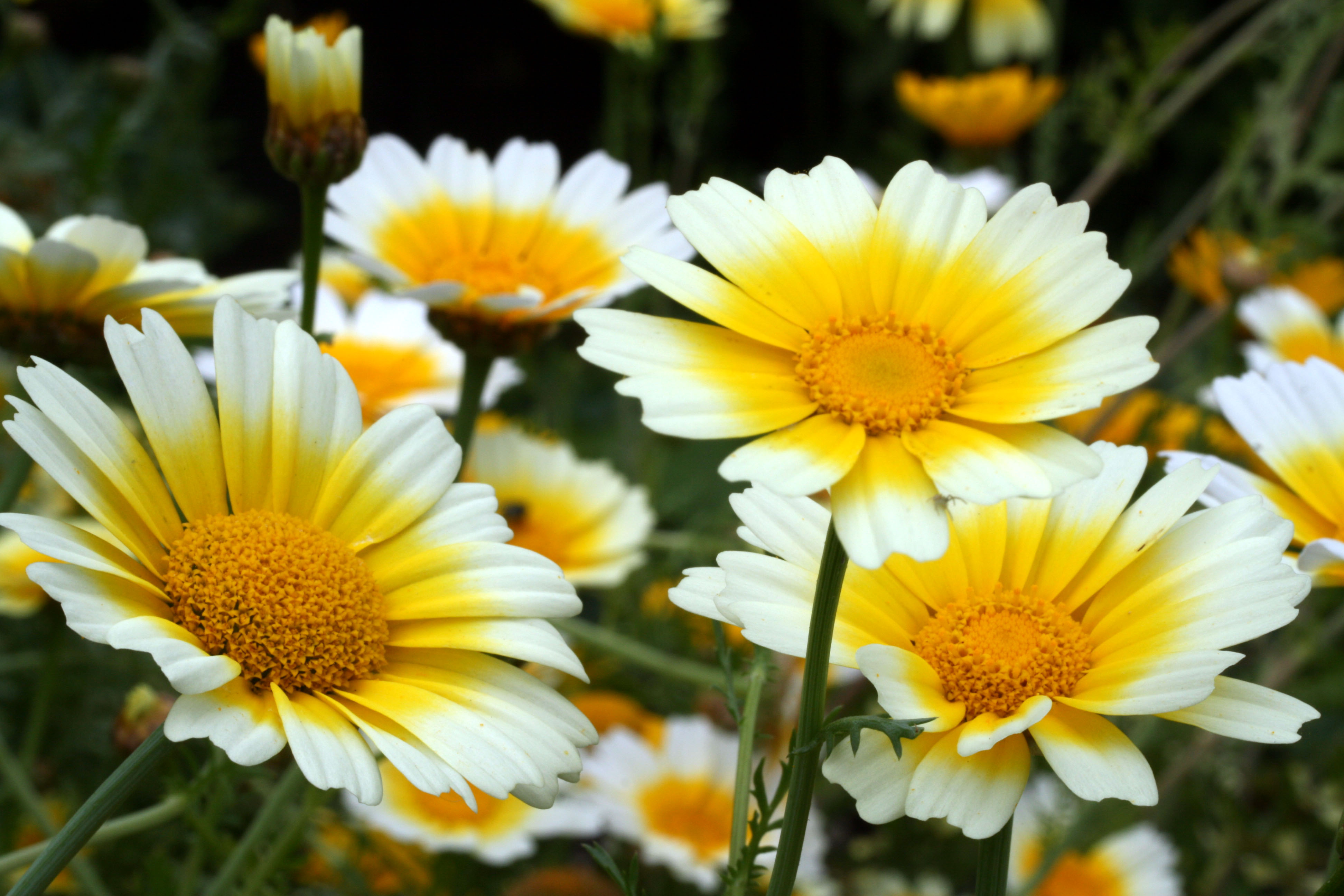
Infiorescenza
Glebionis coronaria

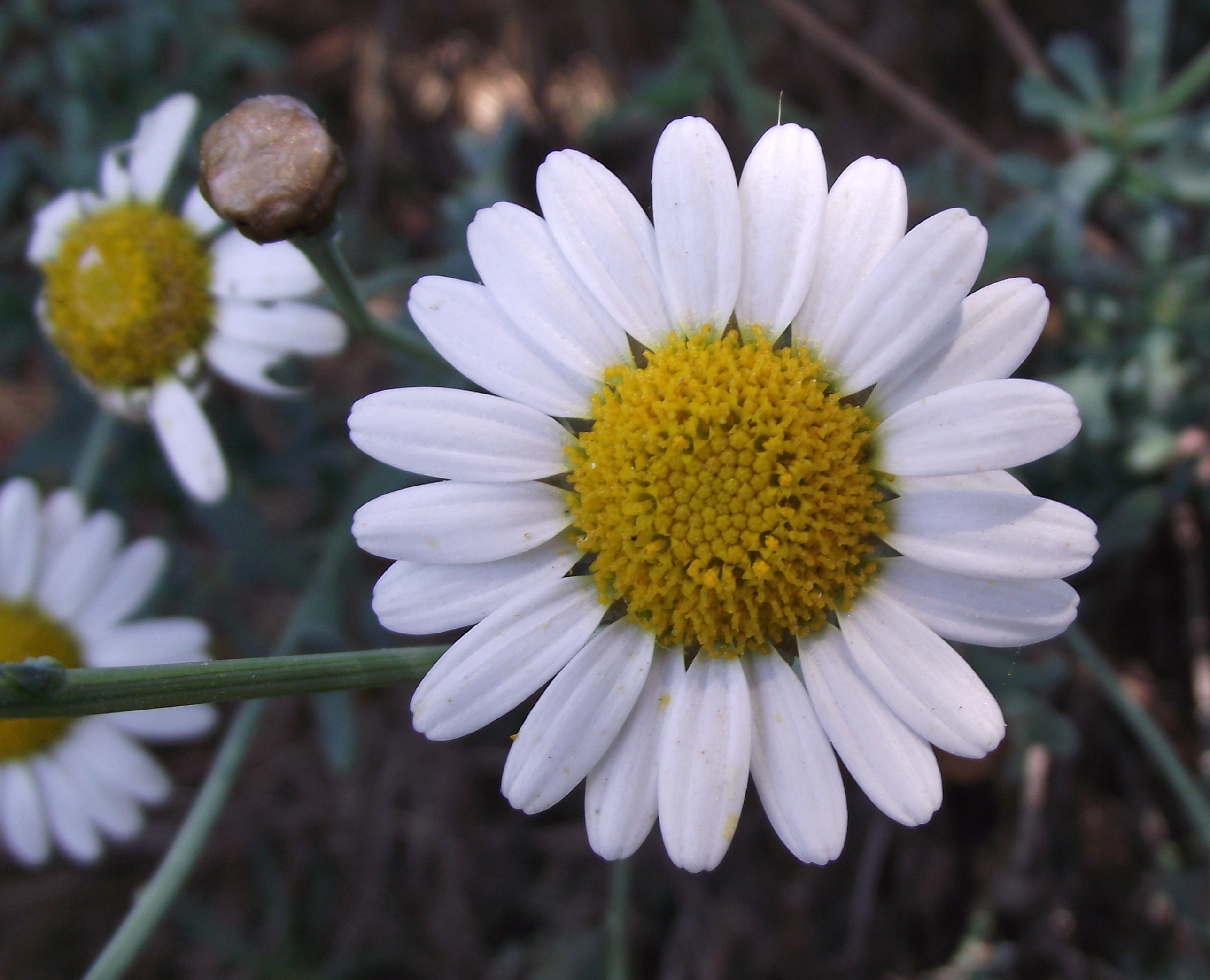
I fiori
Argyranthemum haouarytheum

Portamento. La maggioranza delle specie di questa sottotribù sono subarbustive (Argyranthemum) perenni (endemiche della Macaronesia); le rimanenti specie hanno un ciclo biologico annuale. L'indumento è assente o è formato da peli di tpo basifissi o viscido-ghiandolosi (Heteranthemis).
Fusto. La parte aerea in genere è eretta, semplice o ramosa. 
Foglie. Le foglie sono disposte in modo alterno ed hanno una lamina seghettata (o dentata) e sono del tipo due volte pennatosette. La forma varia da obovata a oblunga.
Infiorescenza. Le sinflorescenze sono formate da capolini solitari o raccolti in modo corimboso lasso. Le infiorescenze vere e proprie sono composte da un capolino terminale peduncolato tipicamente radiato, raramente (Otoglyphis) discoidi o disciformi. I capolini sono formati da un involucro, con forme emisferiche, composto da diverse brattee, al cui interno un ricettacolo fa da base ai fiori di due tipi: fiori del raggio e fiori del disco. Le brattee, piatte e a consistenza erbacea (ampiamente scariose sui margini), sono disposte in modo più o meno embricato su 3-5 serie. Il ricettacolo, da convesso a conico, è sprovvisto di pagliette avvolgenti la base dei fiori.
Fiori.  I fiori sono tetra-ciclici (formati cioè da 4 verticilli: calice – corolla – androceo – gineceo) e pentameri (calice e corolla formati da 5 elementi). Si distinguono in:
- fiori del raggio (esterni): sono femminili, fertili e sono disposti su una serie; la forma è ligulata (zigomorfa); a volte possono mancare o essere sterili;
- fiori del disco (centrali): sono più numerosi con forme brevemente tubulose (attinomorfe); sono ermafroditi (o funzionalmente maschili).

- Formula fiorale:

*/x K {\displaystyle \infty }, [C (5), A (5)], G 2 (infero), achenio
- Calice: i sepali del calice sono ridotti ad una coroncina di squame.

- Corolla: 
  - fiori del raggio: la forma della corolla alla base è più o meno tubulosa-imbutiforme, mentre all'apice è ligulata; la ligula può terminare con alcuni denti; il colore generalmente è bianco;
  - fiori del disco: la forma è tubulare bruscamente divaricata in 5 lobi; i lobi, patenti o eretti, hanno una forma deltata o più o meno lanceolata; il colore è giallo; ma sono presenti anche colorazioni sull'arancio e sul purpureo. Raramente (Otoglyphis) i lobi hanno un sacco di resina centrale.

- Androceo: l'androceo è formato da 5 stami (alternati ai lobi della corolla) sorretti da filamenti generalmente liberi; gli stami sono connati e formano un manicotto circondante lo stilo. Le antere, con un collare di filamenti a balaustra, possono essere sia di tipo basifissa che medifissa (ossia attaccate al filamento per la base – nel primo caso; oppure in un punto intermedio – nel secondo caso).[13] Questa caratteristica ha valore tassonomico in quanto distingue i generi gli uni dagli altri. Il tessuto endoteciale (rivestimento interno dell'antera) è quasi sempre non polarizzato. Il polline è sferico con un diametro medio di circa 25 micron;  è tricolporato (con tre aperture sia di tipo a fessura che tipo isodiametrica o poro) ed è echinato (con punte sporgenti).

- Gineceo: l'ovario è infero uniloculare formato da 2 carpelli. Lo stilo (il recettore del polline) è profondamente bifido (con due stigmi divergenti) e con le linee stigmatiche marginali separate o contigue. I due bracci dello stilo hanno una forma troncata e possono essere papillosi o ricoperti da ciuffi di peli.

Frutti. I frutti sono degli acheni con pappo. È presente un certo dimorfismo tra gli acheni dei fiori ligulati esterni e quelli tubulosi del disco centrale (vedi tabella). L'apice è arrotondato marginalmente o con una piccola corona. Il pericarpo è privo di cellule mucillaginifere e sacche di resina, raramente (Nivellea) le cellule sono mucillaginifere lungo le costole.
Struttura dell'achenio
| Genere        | Numero coste (ali) dell'achenio dei fiori periferici | Numero coste (ali) dell'achenio dei fiori del disco |
| ------------- | ---------------------------------------------------- | --------------------------------------------------- |
| Argyranthemum | 3 ali                                                | 2 ali                                               |
| Glebionis     | 2 - 3 ali                                            | 10 coste                                            |
| Heteranthemis | 3 ali                                                | 1 ala                                               |
| Ismelia       | 3 ali                                                | 1 -2 ali                                            |

## Biologia
Impollinazione: l'impollinazione avviene tramite insetti (impollinazione entomogama tramite farfalle diurne e notturne).

Riproduzione: la fecondazione avviene fondamentalmente tramite l'impollinazione dei fiori (vedi sopra).

Dispersione: i semi (gli acheni) cadendo a terra sono successivamente dispersi soprattutto da insetti tipo formiche (disseminazione mirmecoria). In questo tipo di piante avviene anche un altro tipo di dispersione: zoocoria. Infatti gli uncini delle brattee dell'involucro (se presenti) si agganciano ai peli degli animali di passaggio disperdendo così anche su lunghe distanze i semi della pianta. Inoltre per merito del pappo (se presente) il vento può trasportare i semi anche a distanza di alcuni chilometri (disseminazione anemocora).

## Distribuzione e habitat
Le specie di questo gruppo sono distribuite prevalentemente nell'emisfero boreale e in particolare all'areale mediterraneo (Macaronesia, Europa, Nord Africa, Asia occidentle del sud). Nella tabella più sotto sono indicate in dettaglio le distribuzioni relative ai vari generi della sottotribù. L'habitat tipico è quello temperato.

## Sistematica
La famiglia di appartenenza di questa voce (Asteraceae o Compositae, nomen conservandum) probabilmente originaria del Sud America, è la più numerosa del mondo vegetale, comprende oltre 23.000 specie distribuite su 1.535 generi, oppure 22.750 specie e 1.530 generi secondo altre fonti (una delle checklist più aggiornata elenca fino a 1.679 generi). La famiglia attualmente (2021) è divisa in 16 sottofamiglie; la sottofamiglia Asteroideae è una di queste e rappresenta l'evoluzione più recente di tutta la famiglia.

### Filogenesi
Il gruppo di questa voce è descritto nella tribù Anthemideae, una delle 21 tribù della sottofamiglia Asteroideae). Da un punto di vista filogenetico, la tribù Anthemideae fa parte del supergruppo (o sottofamiglia) "Asteroideae grade"; l'altro è il supergruppo "Non-Asteroideae" contenente il resto delle sottofamiglie delle Asteraceae. All'interno del supergruppo è vicina alle tribù Senecioneae, Calenduleae, Gnaphalieae e Astereae.
In base alle ultime ricerche nella tribù sono stati individuati (provvisoriamente) 4 principali lignaggi (o cladi): "Southern hemisphere grade", "Asian-southern African grade", "Eurasian grade" e "Mediterranean clade". La sottotribù di questa voce è compresa nel clade "Mediterranean clade".
Questo gruppo venne descritto per la prima volta come sottotribù nel 1993 con il nome di Chrysantheminae. Successivamente alcune specie, come Chrysanthemum coronarium L. (ora Glebionis coronaria (L.) Spach)  e altre, sono state trasferite al genere Glebionis per cui il nome primitivo della sottotribù è risultato illegittimo ed è stato cambiato in quello attuale. ll “genere-tipo” per questa sottotribù è Glebionis Spach, la cui “specie-tipo” a sua volta è Glebionis coronaria (L.) Spach.
Da un punto di vista filogenetico, la monofilia di questo gruppo è ben supportata dai caratteri morfologici degli acheni che risultano essere eteromorfi (gli acheni dei fiori del raggio esterno sono diversi rispetto a quelli del disco centrale), oltre naturalmente dai dati ottenuti da analisi molecolari. Queste analisi dimostrano anche una possibile relazione con altri generi come Aaronsohnia; mentre altri collegamenti con il gruppo delle Anthemidinae ipotizzati da alcuni ricercatori non sembrano essere confermati dalle attuali analisi.
Con le attuali analisi filogenetiche i tre generi annuali Endopappus, Nivellea e Otoglyphis sono stati riconosciuti strettamente correlati al gruppo primitivo dei generi della sottotribù (Argyranthemum, Glebionis, Heteranthemis e Ismelia caratterizzati da acheni dimorfi). Con l'inclusione successiva di questi tre generi la sottotribù Glebionidinae diventa inevitabilmente più eterogenea e meno caratteristica nella sua circoscrizione.

Il cladogramma a lato (estratto dallo studio citato e semplificato) costruito sull'analisi molecolare di alcune specie della sottotribù propone un possibile sviluppo filogenetica di questa sottotribù (in base al tipo di DNA analizzato sono possibili altre strutture filogenetiche).
|  | \| \| Glebionis \| \| \| \| \| \| Ismelia \| \| \| \| |
|  |                                                       |
|  | Heteranthemis                                         |
|  |                                                       |
|  | Glebionis                                             |
|  |                                                       |
|  | Ismelia                                               |
|  |                                                       |

|  | Glebionis |
|  |           |
|  | Ismelia   |
|  |           |

|  | \| \| Glebionis \| \| \| \| \| \| Ismelia \| \| \| \| |
|  |                                                       |
|  | Heteranthemis                                         |
|  |                                                       |
|  | Glebionis                                             |
|  |                                                       |
|  | Ismelia                                               |
|  |                                                       |

|  | Glebionis |
|  |           |
|  | Ismelia   |
|  |           |

|  | Nivellea   |
|  |            |
|  | Otoglyphis |
|  |            |

|  | \| \| Glebionis \| \| \| \| \| \| Ismelia \| \| \| \| |
|  |                                                       |
|  | Heteranthemis                                         |
|  |                                                       |
|  | Glebionis                                             |
|  |                                                       |
|  | Ismelia                                               |
|  |                                                       |

|  | Glebionis |
|  |           |
|  | Ismelia   |
|  |           |

|  | \| \| Glebionis \| \| \| \| \| \| Ismelia \| \| \| \| |
|  |                                                       |
|  | Heteranthemis                                         |
|  |                                                       |
|  | Glebionis                                             |
|  |                                                       |
|  | Ismelia                                               |
|  |                                                       |

|  | Glebionis |
|  |           |
|  | Ismelia   |
|  |           |

|  | Nivellea   |
|  |            |
|  | Otoglyphis |
|  |            |

|  | \| \| Glebionis \| \| \| \| \| \| Ismelia \| \| \| \| |
|  |                                                       |
|  | Heteranthemis                                         |
|  |                                                       |
|  | Glebionis                                             |
|  |                                                       |
|  | Ismelia                                               |
|  |                                                       |

|  | Glebionis |
|  |           |
|  | Ismelia   |
|  |           |

|  | \| \| Glebionis \| \| \| \| \| \| Ismelia \| \| \| \| |
|  |                                                       |
|  | Heteranthemis                                         |
|  |                                                       |
|  | Glebionis                                             |
|  |                                                       |
|  | Ismelia                                               |
|  |                                                       |

|  | Glebionis |
|  |           |
|  | Ismelia   |
|  |           |

|  | Nivellea   |
|  |            |
|  | Otoglyphis |
|  |            |

|  | \| \| Glebionis \| \| \| \| \| \| Ismelia \| \| \| \| |
|  |                                                       |
|  | Heteranthemis                                         |
|  |                                                       |
|  | Glebionis                                             |
|  |                                                       |
|  | Ismelia                                               |
|  |                                                       |

|  | Glebionis |
|  |           |
|  | Ismelia   |
|  |           |

|  | \| \| Glebionis \| \| \| \| \| \| Ismelia \| \| \| \| |
|  |                                                       |
|  | Heteranthemis                                         |
|  |                                                       |
|  | Glebionis                                             |
|  |                                                       |
|  | Ismelia                                               |
|  |                                                       |

|  | Glebionis |
|  |           |
|  | Ismelia   |
|  |           |

|  | Nivellea   |
|  |            |
|  | Otoglyphis |
|  |            |

I caratteri distintivi delle specie di questa sottotribù sono:
- alcuni generi mostrano un certo dimorfismo tra gli acheni (che sono compressi) dei fiori esterni da quelli centrali;
- il tessuto endoteciale non è polarizzato;
- l'indumento è fatto di peli basifissi;
- il ricettacolo è privo di pagliette.

Il numero cromosomico di base della sottotribù è 2n=18.
Tempi di divergenza in base all'"orologio molecolare":
- Endopappus: 6,5 milioni di anni fa.
- Otoglyphis, Heteranthemis e Nivellea: 3,5 milioni di anni fa.
- Argyranthemum: 1,5 milioni di anni fa.
- Ismelia e Glebionis: 0,5 milioni di anni fa.

### Composizione della sottotribù
La sottotribù comprende 7 generi e 31 specie.
| Genere                                          | N. specie                                                                                   | Distribuzione                                                             | Caratteri più significativi | Numeri cromosomici | Fiori |
| ----------------------------------------------- | ------------------------------------------------------------------------------------------- | ------------------------------------------------------------------------- | --- | ------------------ | ----- |
| Argyranthemum Philip Barker Webb, 1839          | 23                                                                                          | Macaronesia ma presenti con discontinuità anche in altre parti del mondo. | Il portamento delle specie di questo genere è sia arbustivo che subarbustivo. - Gli acheni sono dimorfi (quelli dei fiori del raggio sono triquetri, con tre lati, e alati; quelli dei fiori del disco sono lateralmente compressi e 2-alati). | 2n = 18            |       |
| Endopappus Sch.Bip., 1860                       | Una specie: Endopappus macrocarpus Sch.Bip., 1860                                           | Africa mediterranea occidentale                                           | Le piante sono glabre. - L'apice degli acheni ha una corona rigida. - Gli acheni sono trigoni (con 3 angoli costoluti). | 2n = 18            |       |
| Glebionis Cass., 1826                           | 2                                                                                           | Areale del Mediterraneo                                                   | L'indumento è assente o formato da peli basifissi con peli ghiandolari. - La corolla dei fiori del disco è gialla. - Gli acheni dei fiori del disco sono prismatici con strette ali e alcune coste appena visibili.                            | 2n = 18            |       |
| Heteranthemis Schott, 1818                      | Una specie: Heteranthemis viscide-hirta Schott, 1818                                        | Algeria, Marocco, Portogallo e Spagna                                     | Il ciclo biologico è annuale. - L'indumento è fatto di peli ghiandolari. - Gli acheni sono alati con spine apicali. | 2n = 18            |       |
| Ismelia Cass., 1826.                            | Una specie: Ismelia carinata (Schousb.) e Sch.Bip., 1844                                    | Marocco. Altrove è aliena introdotta                                      | Le corolle dei fiori del disco sono rosse. - Gli acheni dei fiori del disco sono lateralmente piatti e alati. | 2n = 18            |       |
| Nivellea B.H.Wilcox, K.Bremer & Humphries, 1993 | Una specie: Nivellea nivellei (Braun-Blanq. & Maire) B.H.Wilcox, K.Bremer & Humphries, 1993 | Marocco                                                                   | L'indumento è assente o è formato da peli di tipo basifissi. - I margini delle brattee dell'involucro sono scariosi e colorati di bruno pallido. - Il pericarpo possiede delle cellule mucillaginifere.                                        | 2n = 18            |       |
| Otoglyphis Pomel, 1874                          | 2                                                                                           | Africa mediterranea e Penisola Araba                                      | Il ciclo biologico è annuale. - I lobi della corolla hanno delle sacche centrali di resina. - Il pericarpo possiede delle cellule mucillaginifere. - Gli acheni sono dorsoventralmente piatti e provvisti di due ali laterali.                 | 2n = 18            |       |

### Generi della flora spontanea italiana
Nella flora spontanea italiana sono presenti i seguenti generi di questo gruppo:
Argyranthemum (una specie)
- Argyranthemum frutescens (L.) Sch.Bip. - Margherita delle Canarie.

Glebionis (due specie)
- Glebionis segetum  (L.) Fourr. - Crisantemo campestre.
- Glebionis coronaria (L.) Cass. ex Spach - Crisantemo giallo.